# Oleggio
Oleggio is een gemeente in de Italiaanse provincie Novara (regio Piëmont) en telt 12.490 inwoners (31-12-2004). De oppervlakte bedraagt 37,8 km2, de bevolkingsdichtheid is 330 inwoners per km2.

## Demografie
Oleggio telt ongeveer 5052 huishoudens. Het aantal inwoners steeg in de periode 1991-2001 met 7,8% volgens cijfers uit de tienjaarlijkse volkstellingen van ISTAT.
| Jaar | Inwoneraantal |
| ---- | ------------- |
| 1991 | 11.314        |
| 2001 | 12.191        |

## Geografie
Oleggio grenst aan de volgende gemeenten: Bellinzago Novarese, Lonate Pozzolo (VA), Marano Ticino, Mezzomerico, Momo, Vaprio d'Agogna en Vizzola Ticino (VA).

## Galerij

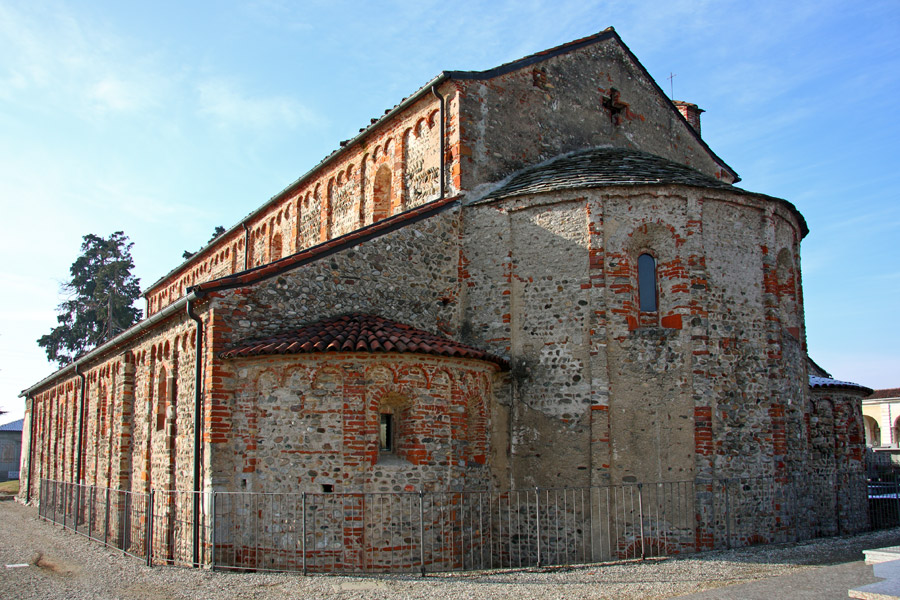
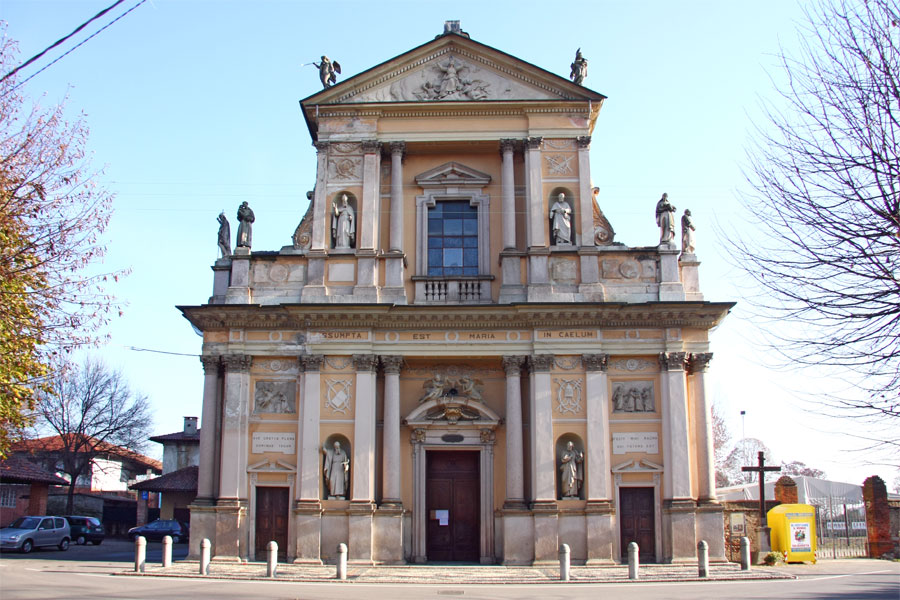
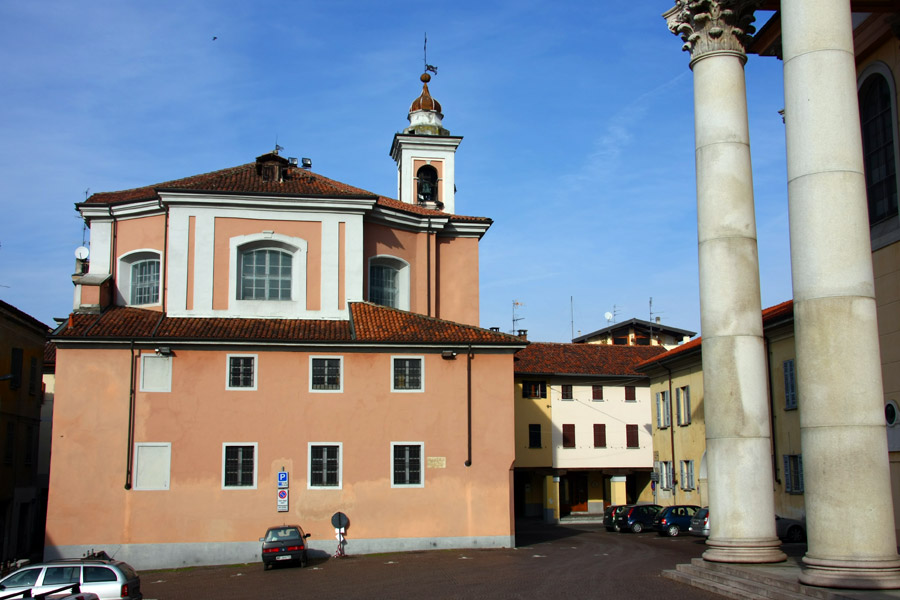
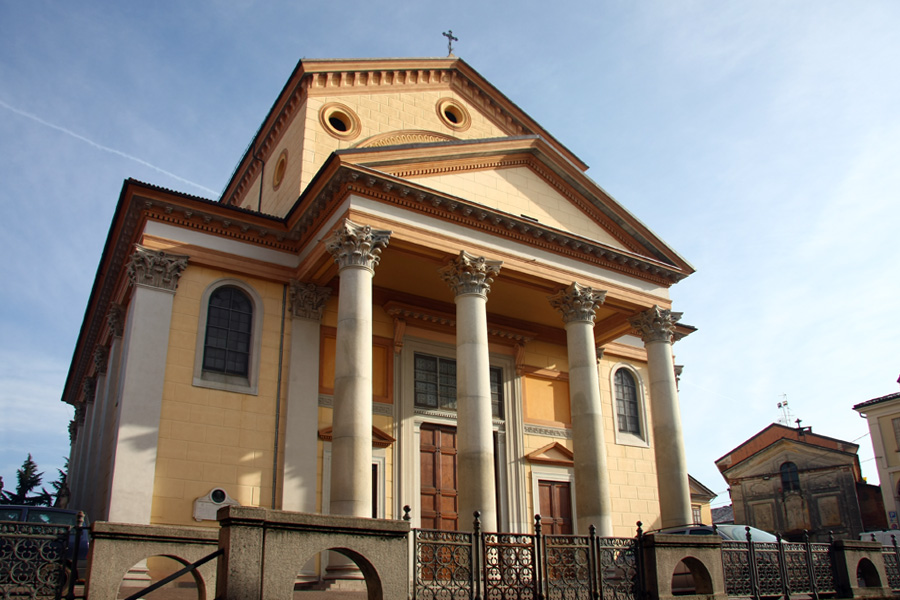
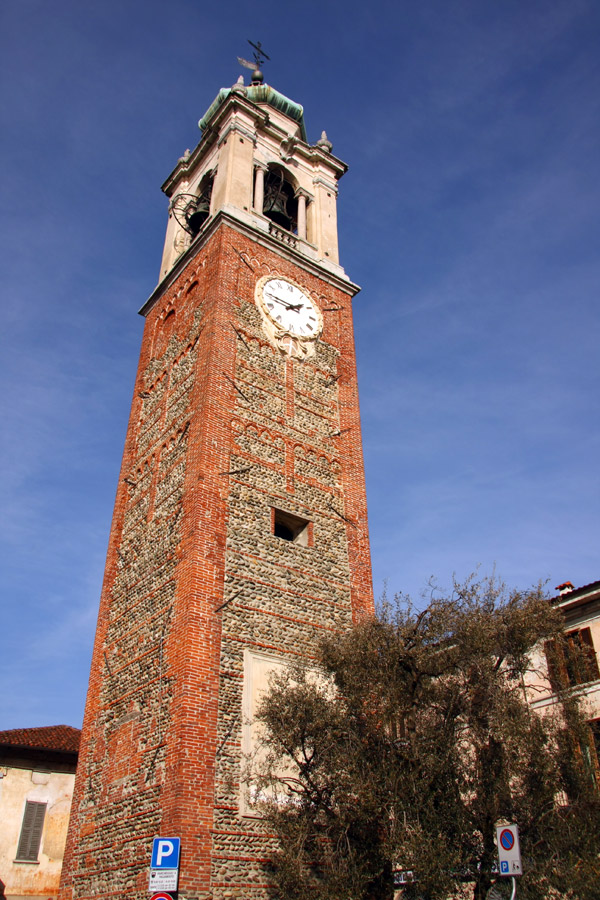
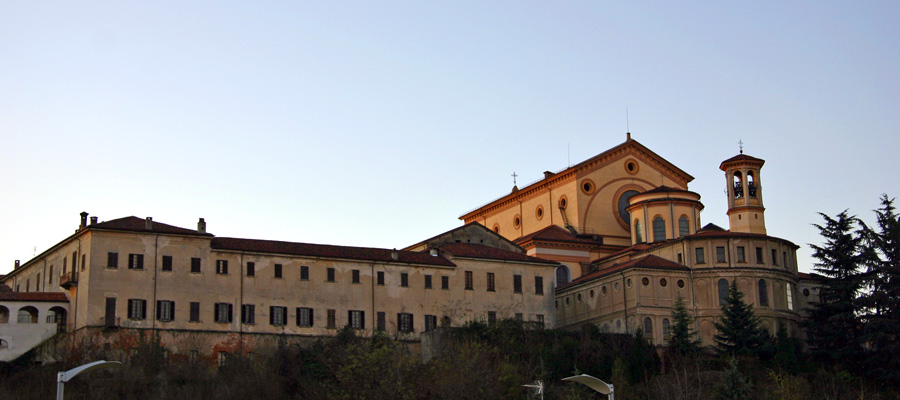